# Parking photovoltaïque de Pairi Daiza
Le parking photovoltaïque de Pairi Daiza est un parc de stationnement et une centrale solaire photovoltaïque sis au nord du domaine de Pairi Daiza, à Cambron-Casteau, dans la commune de Brugelette, en Belgique. Les travaux débutent en juillet 2019 et il est mis en service en 2020.

## Histoire
Le parking situé juste au nord de Pairi Daiza est destiné à accueillir une extension du zoo au cours des années 2020. Un nouveau parking est établi en juillet 2019 à la place de champs au nord du parking existant, lequel n'est plus usité lors de la mise en service du parking photovoltaïque en 2020. 

## Caractéristiques
Un total de 62 750 panneaux solaires est mis en place, pour une puissance totale de vingt mégawatts crête. La conception et le développement sont réalisés par la société Perpetum Energy. Ceci permet au zoo de produire plus d'énergie qu'il n'en a besoin. Une surface de 104 000 m2 est couverte, et les structures des ombrières sont en bois issu de forêts belges.
Lors de sa mise en service, la centrale solaire photovoltaïque est la plus puissante de Wallonie et le parking photovoltaïque le plus grand au monde. Elle permet d'éviter l'émission de 6 860 tonnes de CO2éq en comparaison à une production classique assurée via une centrale turbine-gaz-vapeur qui émet trois-cent-cinquante grammes de dioxyde de carbone par kilowattheure. Quatre-vingt bornes de recharges pour véhicules électriques sont mises en place dès son ouverture, mais il est possible de porter ce nombre jusqu'à huit-cents dans les années qui suivent.

Vues du parking photovoltaïque
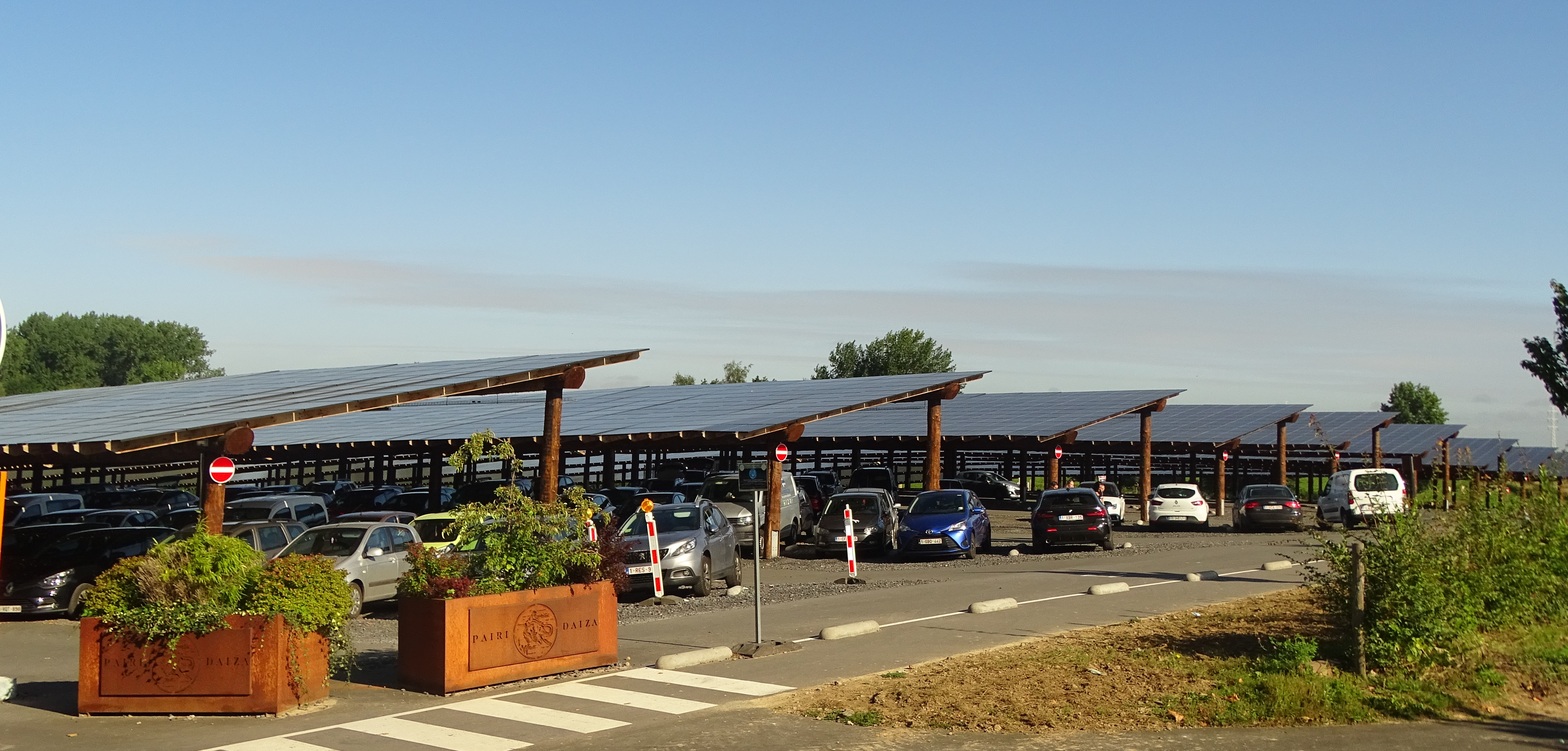
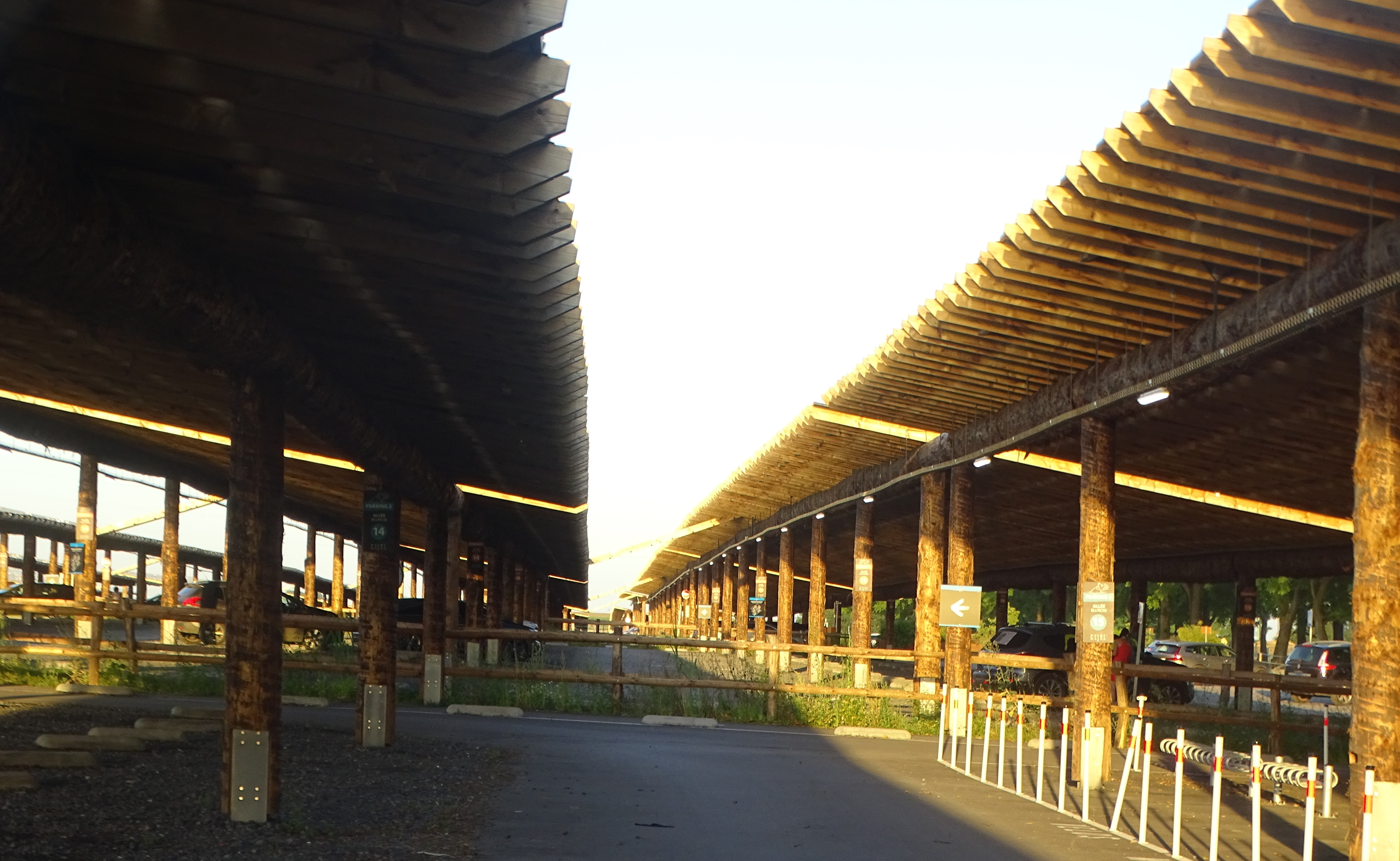
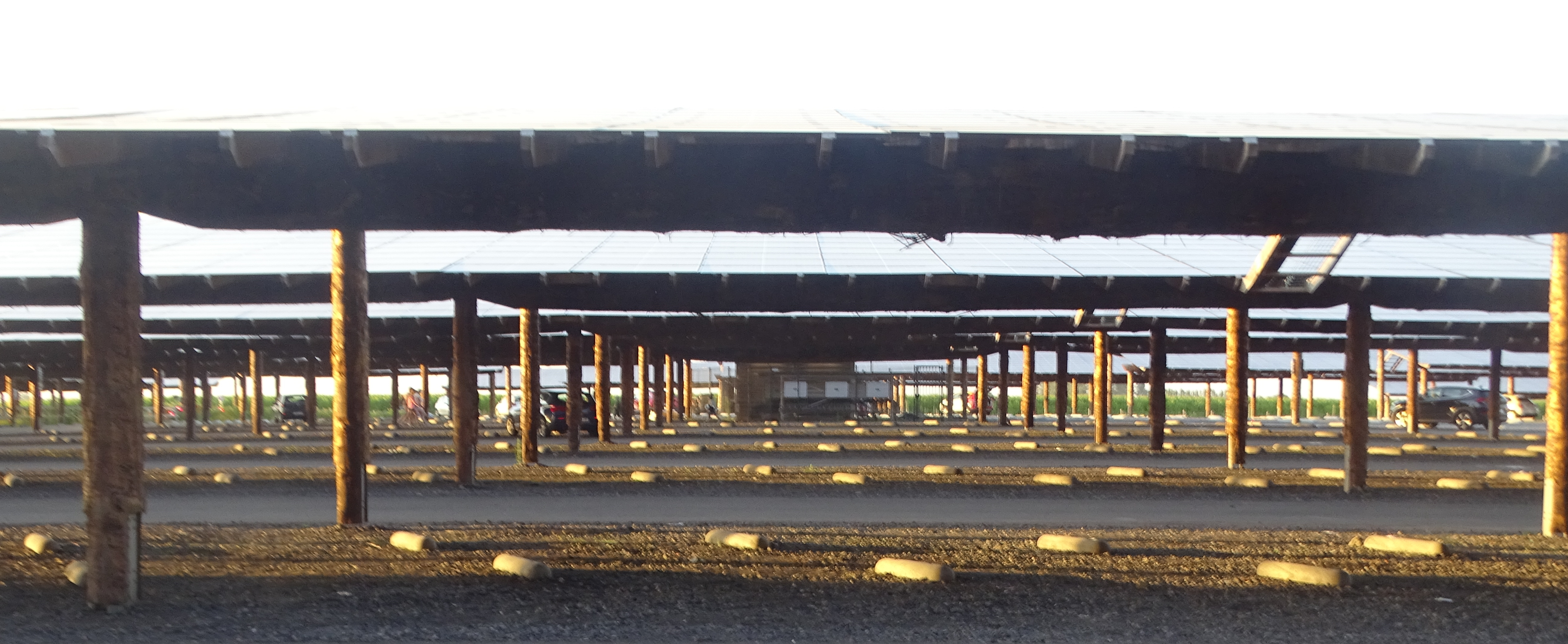
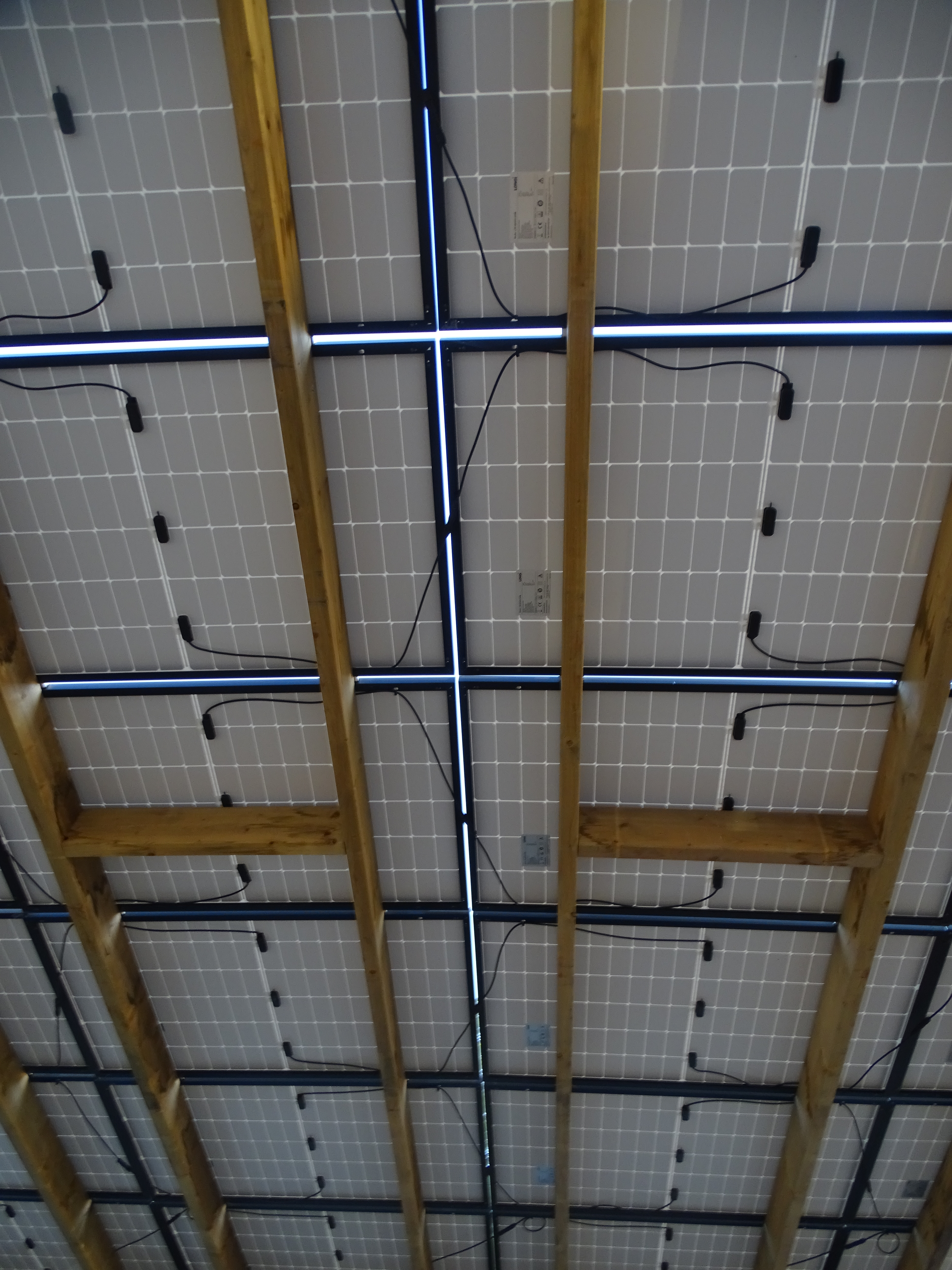